# (37392) Yukiniall
(37392) Yukiniall (2001 XP16) – planetoida z grupy pasa głównego asteroid okrążająca Słońce w ciągu 3,54 lat w średniej odległości 2,32 j.a. Odkryta 10 grudnia 2001 roku.